# Kuckucksberg (Kiel)
Der Kuckucksberg befindet sich südlich am Kieler Langsee im 1996 ausgewiesenen Landschaftsschutzgebiet Langsee, Kuckucksberg und Umgebung. Er ist laut amtlichem Stadtatlas Kiel 55,2 m hoch.
Auf ihm befindet sich ein Wald mit zum Teil trockengefallenen Kleingewässern. Durch das Gebiet führt der Konrad-Adenauer-Damm (Bundesstraße 76).
Am Kuckucksberg wurde im Zweiten Weltkrieg ein militärischer Bunker gebaut, der 200 Schutzplätze hatte. Seit 1964 heißt das Teilstück des ehemaligen Rundweg, das an der Erhebung vorbeiführt, Kuckucksweg.